# هوارد إي. جونسون
هوارد إي. جونسون (بالإنجليزية: Howard E. Johnson)‏ هو عازف جاز أمريكي، ولد في 1908، وتوفي في 28 ديسمبر 1991.

## وصلات خارجية
- هوارد إي. جونسون على موقع ميوزك برينز (الإنجليزية)
- هوارد إي. جونسون على موقع أول ميوزيك (الإنجليزية)
- هوارد إي. جونسون على موقع ديسكوغز (الإنجليزية)